# DCA-avtalet

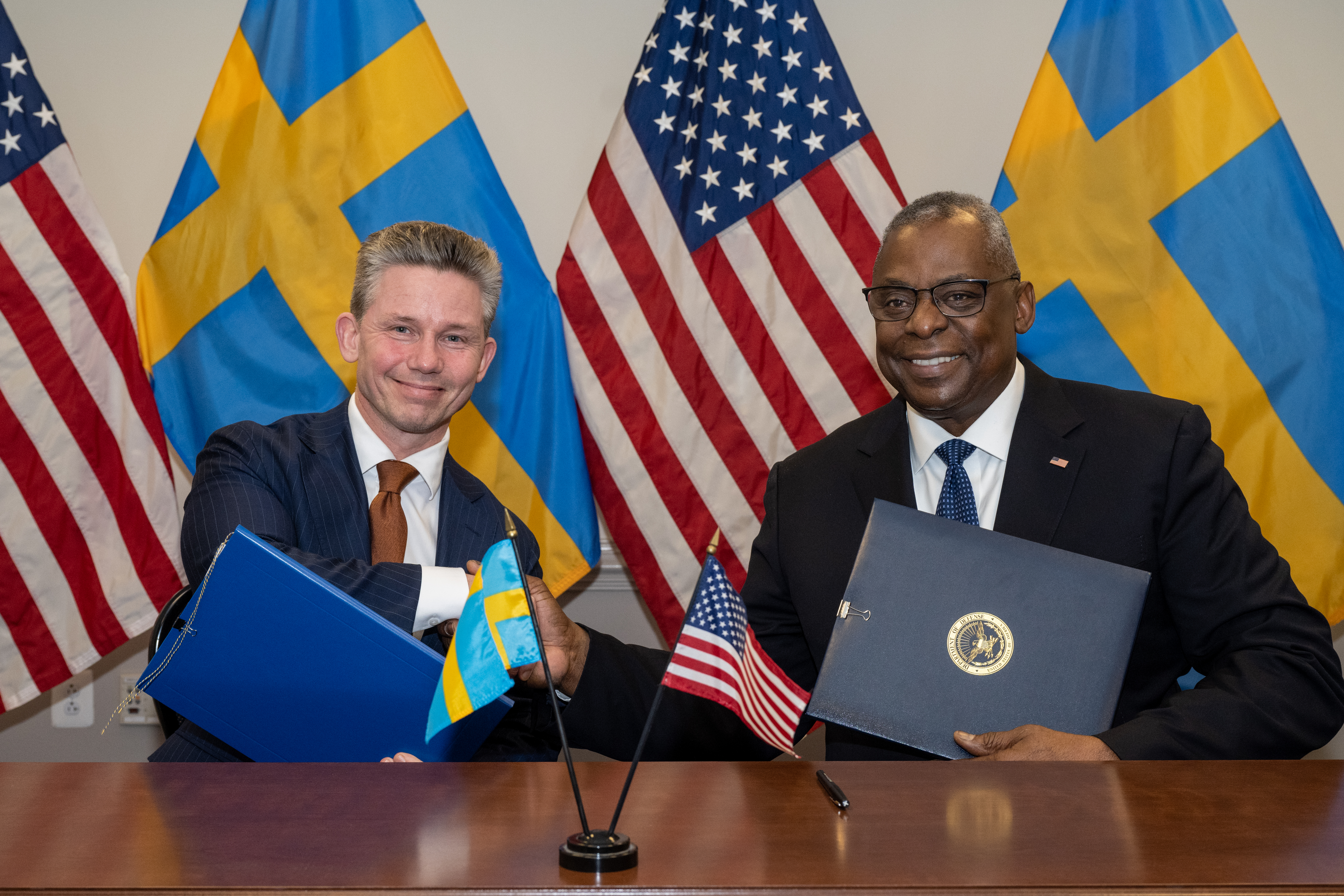
Sveriges försvarsminister Pål Jonson och USA:s försvarsminister Lloyd Austin efter att ha skrivit under DCA-avtalet i december 2023.

Defence Cooperation Agreement (DCA), formellt Avtal om försvarssamarbete mellan Konungariket Sveriges regering och Amerikas förenta staters regering, är ett bilateralt avtal om försvarssamarbete mellan Sverige och USA.
Avtalet skrevs under av de två ländernas respektive försvarsministrar den 5 december 2023. Avtalet lämnades över som en proposition till riksdagen den 8 maj 2024 (Prop. 2023/24:141). Avtalet godkändes av riksdagen den 18 juni 2024 och trädde i kraft den 15 augusti samma år.
Avtalet är giltigt i 10 år och fortsätter sedan att gälla fram till dess att den ena parten säger upp avtalet med 1 års framförhållning (Artikel 30).

## Syfte och innehåll
Avtalet är ett sätt att stärka och skapa förutsättningar för ett mer kontinuerligt samarbetet mellan Sverige och USA när det gäller försvars- och säkerhetsfrågor. Enligt den svenska regeringen är avtalet, liksom den svenska Nato-ansökan, ett resultat av ett försämrat säkerhetsläge i Europa, och enligt avtalet ser parterna att amerikanska styrkors ”närvaro bidrar till att stärka Sveriges och regionens säkerhet och stabilitet.”
Enligt avtalet får amerikanska styrkor tillgång till 17 överenskomna anläggningar och områden, samt delar av dessa anläggningar som bara amerikanska styrkor får tillträda och använda (Artikel 3). Avtalet ger även ”luftfartyg, fartyg och fordon” som används av amerikanska styrkor rätt att röra sig fritt på svenskt territorium (Artikel 11) och amerikanska styrkor får förhandslagra försvarsutrustning och -materiel (Artikel 4) på överenskomna platser efter att ha underrättat försvarsmakten om typ och mängd.
Därutöver reglerar avtalet sådant som exempelvis immunitet, tullar, skatt, upphandling, säkerhet, körkort, posthantering och valutaväxling för den amerikanska försvarsmakten, deras anställda och dessas anhöriga, och amerikanska och svenska leverantörer.

### Liknande avtal
Liknande avtal finns mellan USA och Nato-länderna Bulgarien, Estland, Lettland, Litauen, Norge, Polen, Slovakien, Tjeckien och Ungern. I Danmark och Finland har avtalen ännu inte trätt i kraft, medan Norge har haft motsvarande avtal sedan tidigare.

## Kritik
Kritik har riktats mot att avtalet inte innefattar några begränsningar av kärnvapen, vilket bland annat finns i Norge och Danmarks respektive avtal. Frågor har även väckts kring att de amerikanska styrkorna kommer lyda under amerikansk straffrättslig lagstiftning och att Sverige bara när det anses befogat kan ta tillbaka den rätten.
Enligt regeringen och statsminister Ulf Kristersson finns det inte skäl att ha kärnvapen eller permanenta baser på svenskt territorium i fredstid och det är en ståndpunkt som övriga länder känner till och kommer att respektera. I P1-morgon den 13 maj 2024 menade Kristersson att det är en annan sak i krigstid.

## Överenskomna anläggningar och områden

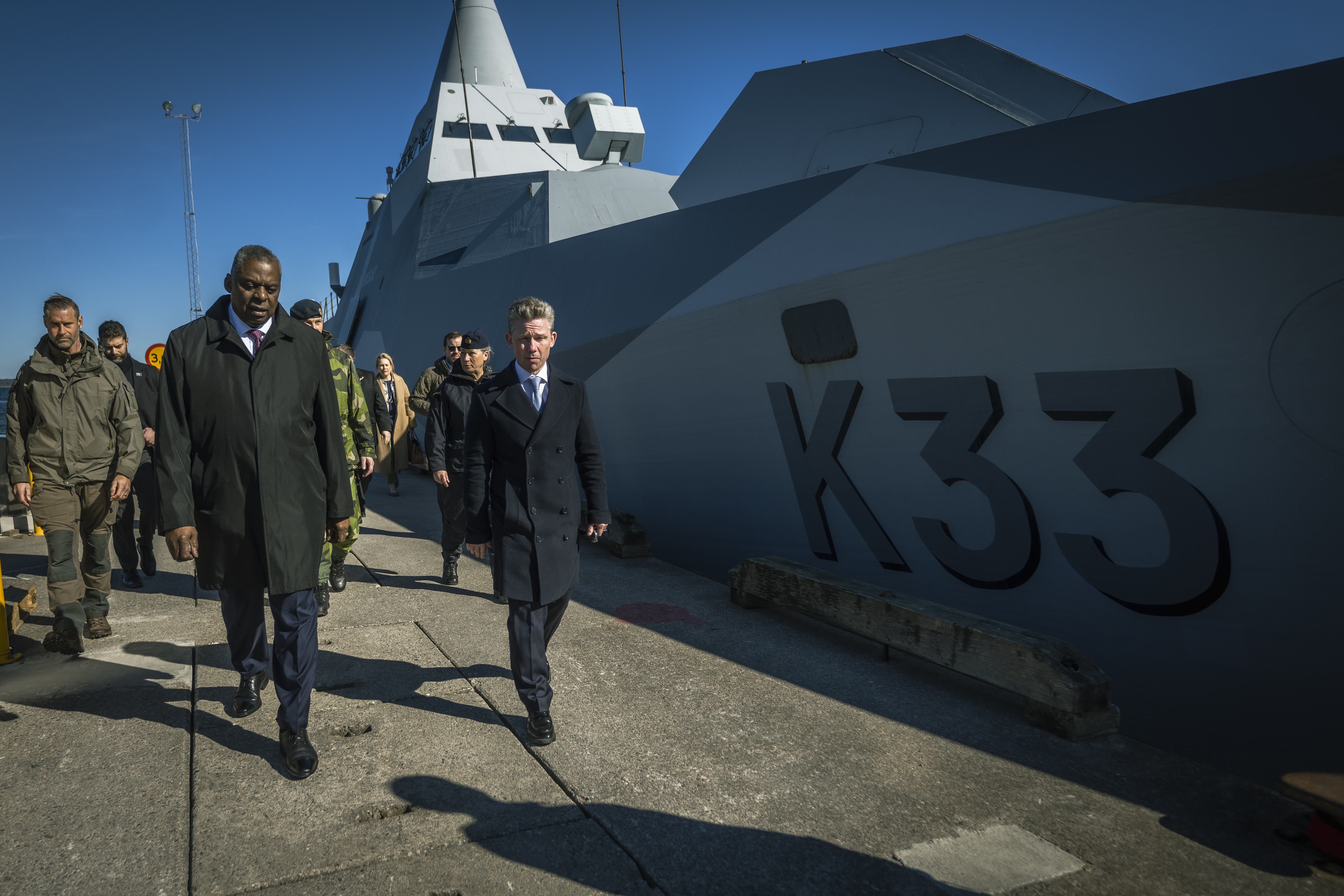
USA:s försvarsminister Lloyd Austin och Sveriges försvarsminister Pål Jonson på Muskö örlogsbas i april 2023.

- Berga: regementsområde och övningsområde
- Boden: regementsområde och övningsområde
- Halmstad: regementsområde och flottiljområde
- Härnösand: övningsområde och hamn
- Kiruna: militärläger och övningsområde
- Kristinehamn: regementsområde och övningsområde
- Kvarn: militärläger och övningsområde
- Luleå: flottiljområde
- Ravlunda: militärläger och övningsområde
- Revingehed: regementsområde
- Ronneby: flottiljområde
- Såtenäs: flottiljområde
- Uppsala: flottiljområde
- Vidsel: flygplats och test- och evalueringsområde
- Visby: regementsområde och övningsområde
- Älvdalen: militärläger och övningsområde
- Östersund[8]: militärläger och övningsområde